# Cour d'Honneur (Versailles)
Pour les articles homonymes, voir Cour d'honneur.
La cour d'Honneur est une cour du château de Versailles, en France.

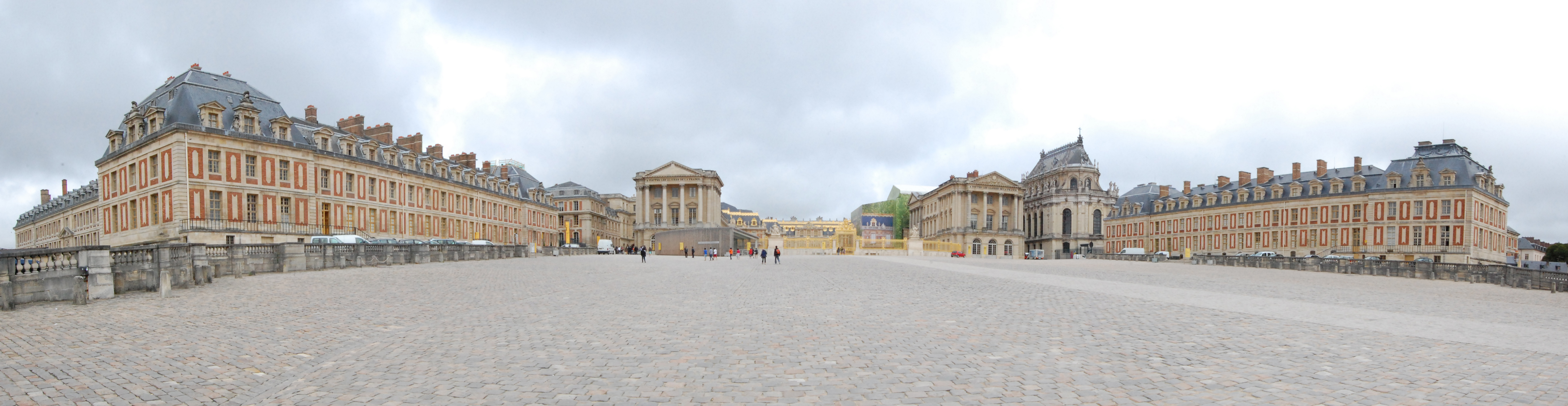
La cour d'honneur du château de Versailles.

Elle est située devant le château de Versailles, juste après la place d'Armes et avant la cour royale. Elle est fermée au nord et au sud par les ailes des Ministres, à l'est par la grille d'honneur (qui la sépare de la place d'Armes), et à l'ouest par la grille royale (qui la sépare de la cour royale). Sa grille fut « reconstituée» en 2009. La statue équestre de Louis XIV fut alors déplacée de la cour d'Honneur à la place d'Armes.

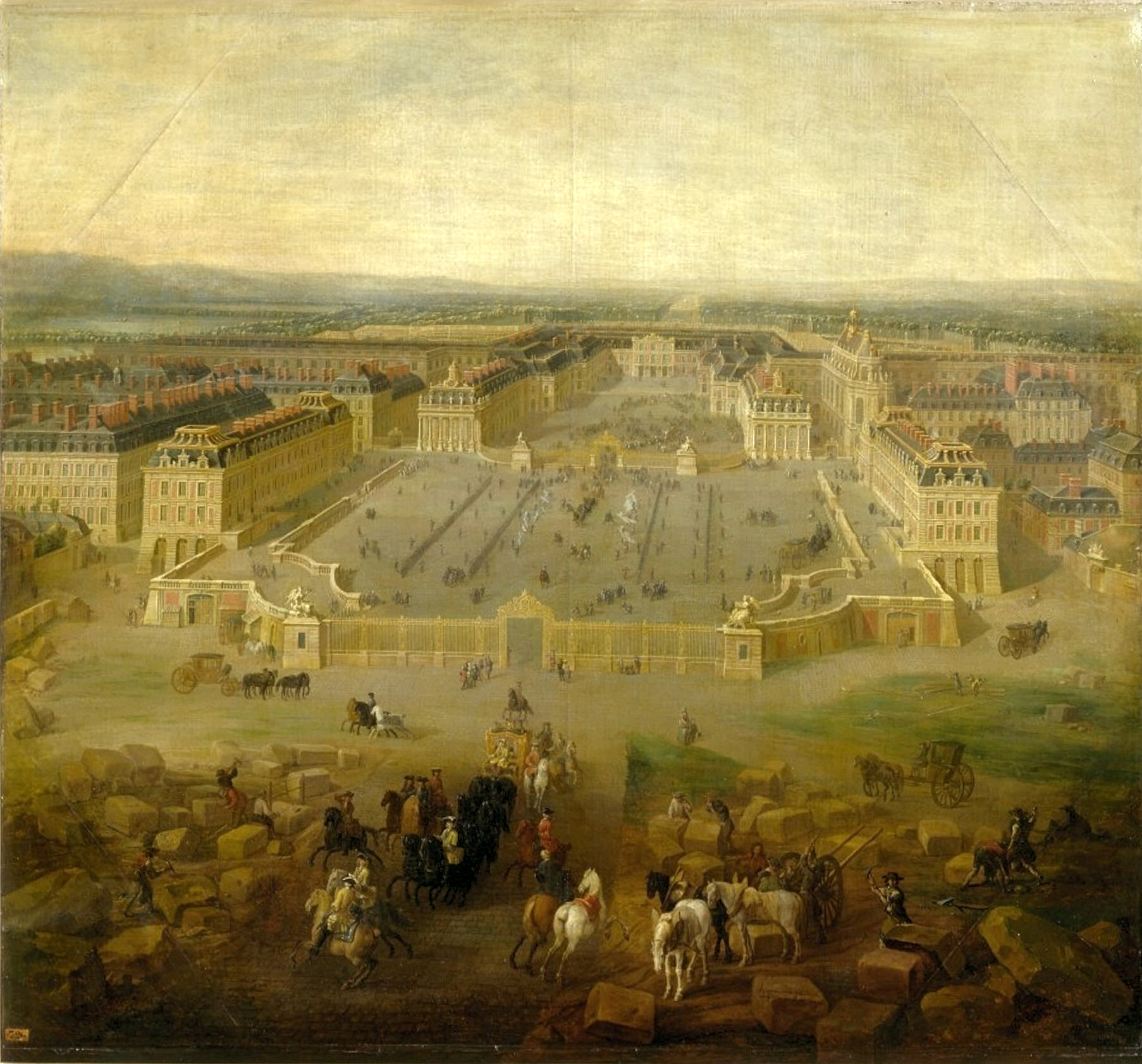
Vue de la cour d'honneur de Versailles (celle au premier plan), vers 1722.
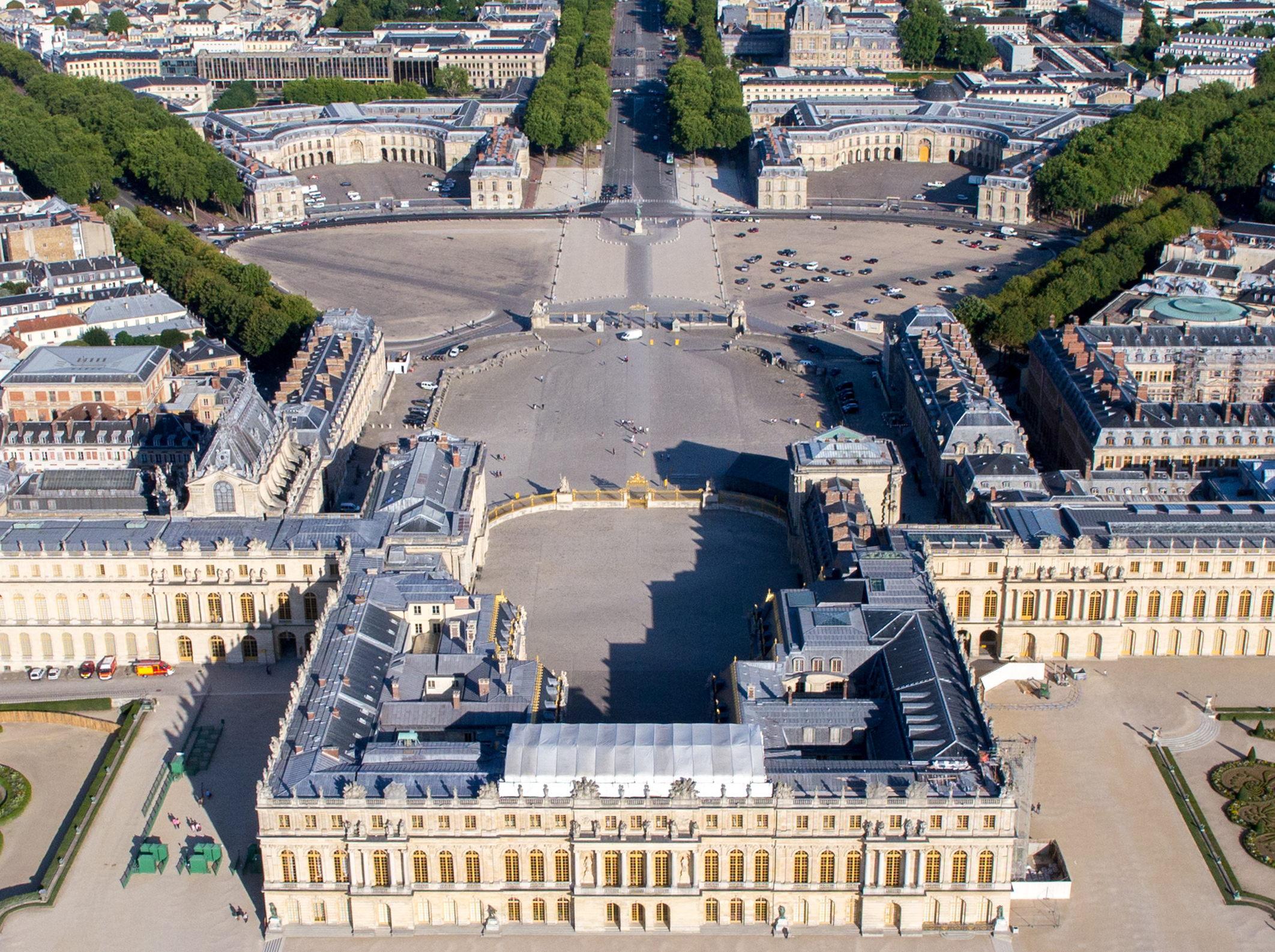
Vue aérienne en 2013 avec l'alignement (de bas en haut) de la cour Royale, la cour d'Honneur et la place d'Armes.

Le 5 juillet 1940, au début de l'Occupation, un concert et une marche aux flambeaux sont organisés dans la cour.